# Paweł Śpiewak
Paweł Śpiewak, né le 17 avril 1951 à Varsovie et mort le 30 mars 2023 dans la même ville, est un sociologue et historien des idées polonais. Il a été député à la Diète et est le directeur de l'Institut historique juif de Varsovie.

## Biographie
Paweł Śpiewak est le fils des écrivains et traducteurs de renom Anna Kamieńska (en) (1920-1986) et Jan Śpiewak (pl) (1908-1967).
Paweł Śpiewak achève en 1973 ses études à l'Institut de sociologie à l'Université de Varsovie. Il est lié à la rédaction de la revue catholique indépendante Więź (pl). En 1979, il est un des fondateurs de la revue clandestine Res Publica (pl). En 1980 il adhère au syndicat Solidarność. Après une thèse de doctorat intitulée « La pensée politique libérale anglo-américaine dans les années quarante et cinquante du XXe siècle » rédigée sous la direction de Jerzy Szacki (en) et son habilitation, il devient professeur de sociologie à l'université de Varsovie, où il dirige la section d'histoire des idées sociales de l'Institut de sociologie. Il enseigne également notamment à l'Université de Varmie et Mazurie d'Olsztyn et intervient jusqu'en 2014 devant les étudiants de science politique de la Wyższa Szkoła Komunikowania i Mediów Społecznych im. Jerzego Giedroycia w Warszawie (École de communication et des médias sociaux Jerzy Giedroyc).
Il est élu député à la Diète en 2005 en tant que candidat indépendant sur une liste présentée par la Plateforme civique. Il ne se représente pas en 2007.
Il est membre du Collegium Invisibile (en).
En 2011, il est nommé directeur de l'Institut historique juif de Varsovie par Bogdan Zdrojewski, alors ministre polonais de la Culture et du Patrimoine national.
En 2013, il est lauréat du Prix Józef-Tischner (pl) dans la catégorie « ouvrages religieux ou philosophiques » pour l'ensemble de son œuvre.

## Publications
- Gramsci, Wiedza Powszechna (en), 1977
- Durant les années 1980, Paweł Śpiewak écrit des articles dans des revues publiées à l'étranger comme Aneks (pl) sous le nom de plume de Roman Cękalski
- Ideologie i obywatele (L'Idéologie et les Citoyens), Biblioteka "Więzi" (pl), 1991  (ISBN 978-83-8512488-7)
- W stronę wspólnego dobra (Vers le bien commun), Fondation Aletheia (pl), 1998  (ISBN 978-81-87045-56-4)
- Spór o Polskę, 1989-99 : wybór tekstów prasowych, PWN, 2000  (ISBN 978-83-01-13185-2)
- (de) Anti-Totalitarismus. Eine polnische Debatte, Suhrkamp Verlag, 2003  (ISBN 978-3-51841484-2)
- Obietnice demokracji (Les Promesses de la démocratie), Prószyński i S-ka (pl), 2004  (ISBN 83-7337-623-2)
- Midrasze: księga nad księgami (Midrash : Le Livre des livres, Znak, 2004  (ISBN 978-83-240-0383-9)
- Pamięć po komunizmie (Quels souvenirs du communisme), Gdańsk, Słowo/obraz terytoria (pl), 2005  (ISBN 978-83-7453-266-2)
- Pięć ksiąg Tory. Komentarze (Cinq livres de la Torah. Commentaires), Presses de l'Université de Varsovie, 2012  (ISBN 978-83-235-1077-2)
- Żydokomuna - interpretacje historyczne (Le « judéo-communisme » : Interprétations historiques »), Czerwone i Czarne (pl),  2012  (ISBN 978-83-770-0029-8)